# 裴元紹
裴 元紹（はい げんしょう）は、中国の通俗歴史小説『三国志演義』に登場する架空の武将。
もとは張角の部下という設定であるが、黄巾の乱の後は周倉とともに山賊まがいの生活を送る。
五関を突破した関羽が旅の途中に郭常という人物の屋敷に宿を借りるが、彼の息子は武芸と遊びに耽る道楽者で、しかも裴元紹の仲間でもあったので、赤兎馬に目をつけた息子はそれを奪おうと裴元紹と語らって、屋敷を出た関羽一行を手勢を率いて待ち構える。
しかし赤兎馬の持ち主が、つねづね周倉から聞かされていた豪傑の関羽だと分かると、裴元紹は恐れ入って周倉ともども配下に加えてくれと懇願する。結局、周倉のみが関羽配下となり、裴元紹は劉備からの迎えが来るまで部下を率いて待つことになるのであるが、その後、裴元紹は通りかかった趙雲の馬を盗もうとして、たった一合で殺されてしまうというものである。
横山光輝の漫画『三国志』では、単に劉備を出迎えようとしていたところ、昼寝していた趙雲と口喧嘩になって殺されるという役回りで、『演義』よりも気の毒な結末になっている。